# Spoonbread
Spoonbread é um prato úmido à base de fubá (farinha de milho) encontrado em partes do Sul dos Estados Unidos. Embora a receita básica use os mesmos ingredientes principais do pão de milho – fubá, leite, manteiga e ovos –, o modo de preparo resulta em um produto final com textura macia, e não esfarelada. Como o nome sugere, sua consistência é suficientemente macia para ser servida e comida com uma colher.
Apesar de chamado de "pão", o spoonbread se assemelha, em textura e sabor, a muitos pudins salgados, como o pudim de Yorkshire. A receita básica envolve preparar uma papa de fubá com leite ou água, deixando-a esfriar um pouco, para depois misturar manteiga derretida, ovos batidos e temperos a gosto, despejando em uma forma untada e levando ao forno até firmar. Existem duas variações principais conforme o tratamento dos ovos: ovos batidos inteiros produzem uma versão mais densa, enquanto a separação e batimento das claras produzem uma versão mais aerada, semelhante a um soufflé.

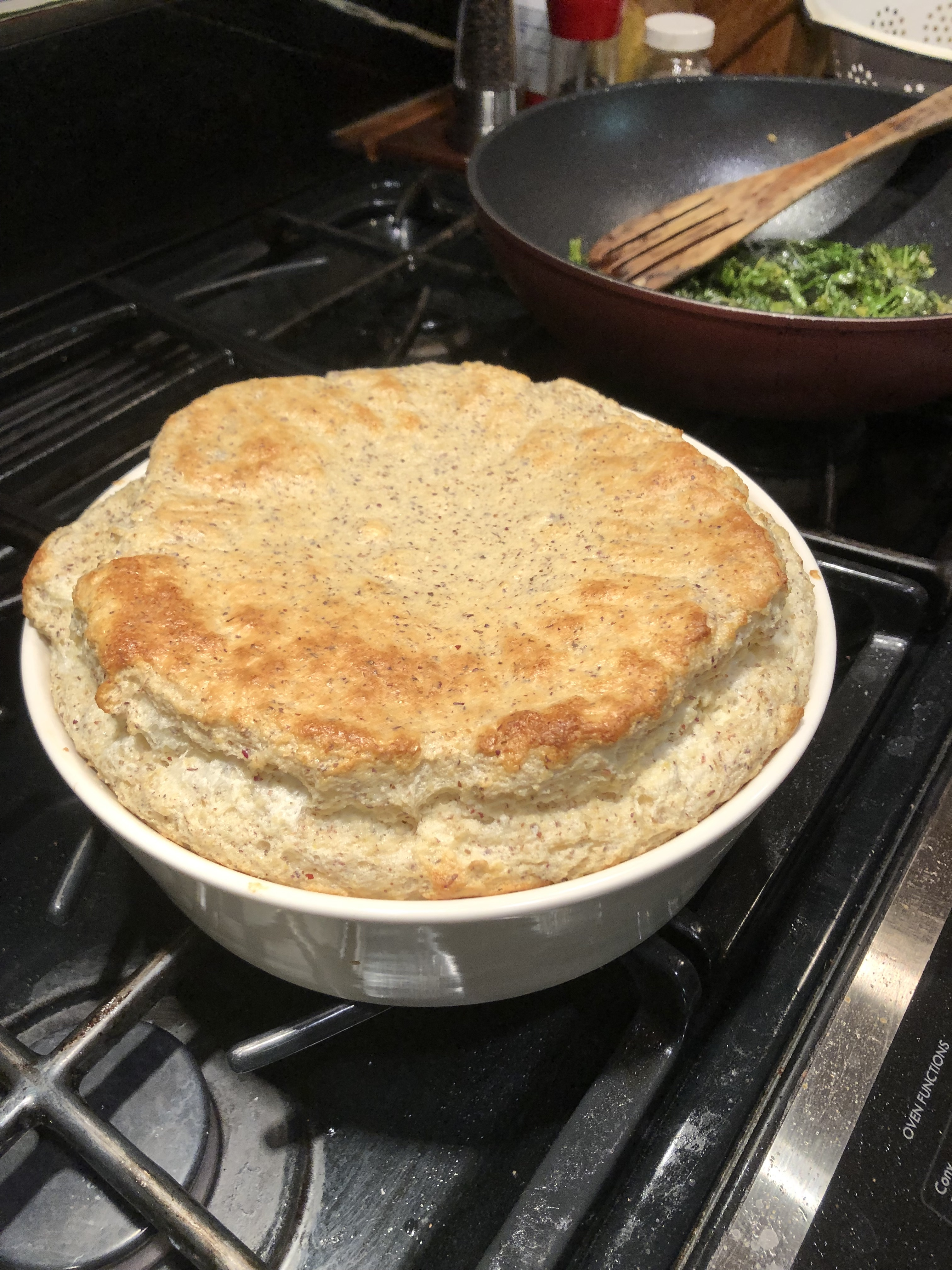
Spoonbread estilo soufflé

## História
As primeiras versões do spoonbread possuem origens ligadas à culinária indígena das Américas, sendo chamado na Carolina do Sul de Owendaw ou Awendaw em referência à tribo local Sewee. Receitas semelhantes começaram a aparecer após o período colonial, algumas adoçadas para serem servidas como sobremesa (conhecidas como Indian pudding) ou com farinha de trigo, como no livro de Mary Randolph, The Virginia House-Wife (1824).
A primeira receita impressa de spoonbread em forma reconhecível foi publicada em 1847 no livro The Carolina Housewife, de Sarah Rutledge, sob o nome "Owendaw Corn Bread".
No século XIX, o prato espalhou-se pelo Sul dos Estados Unidos, sendo encontrado na Virgínia, Carolinas, Mississippi e até em Nantucket, onde é chamado de Bannock. A técnica de separar os ovos para criar um spoonbread tipo soufflé tem raízes nos chefs afro-americanos escravizados treinados em técnicas francesas, como James Hemings, tornando-se tradicional também na culinária soul food. O prato representa a fusão de culinárias indígena, europeia e afro-americana que caracteriza a culinária do Sul dos Estados Unidos. Segundo Bill Neal, "O spoonbread se baseia no alimento nativo, o milho. A técnica do soufflé é europeia, e a perícia negra combinou ingredientes e técnicas para este favorito aristocrático".:3
No final do século XIX e início do século XX, o uso de fermentos químicos como bicarbonato de sódio e fermento em pó substituiu o fermento natural e leveduras, permitindo um crescimento melhor do spoonbread.
Desde 1997, a cidade de Berea, no Kentucky, realiza anualmente o Spoonbread Festival em setembro.